# المدارس في عصر الحضارة الإسلامية

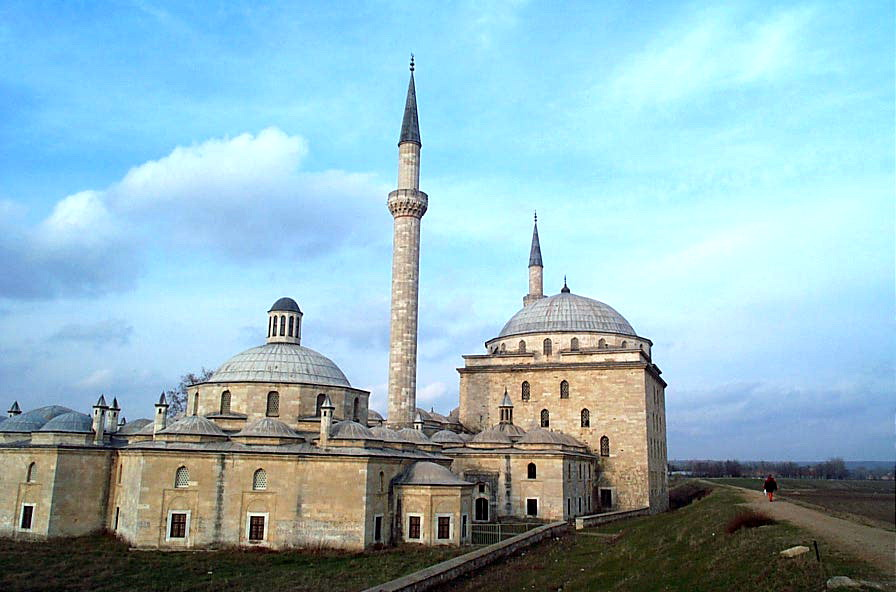
كلية بايزيد الثاني (Bayezid II Külliye)، مجمع في أدرنة بتركيا، يتألف من مسجد ومدرسة ومستشفى.

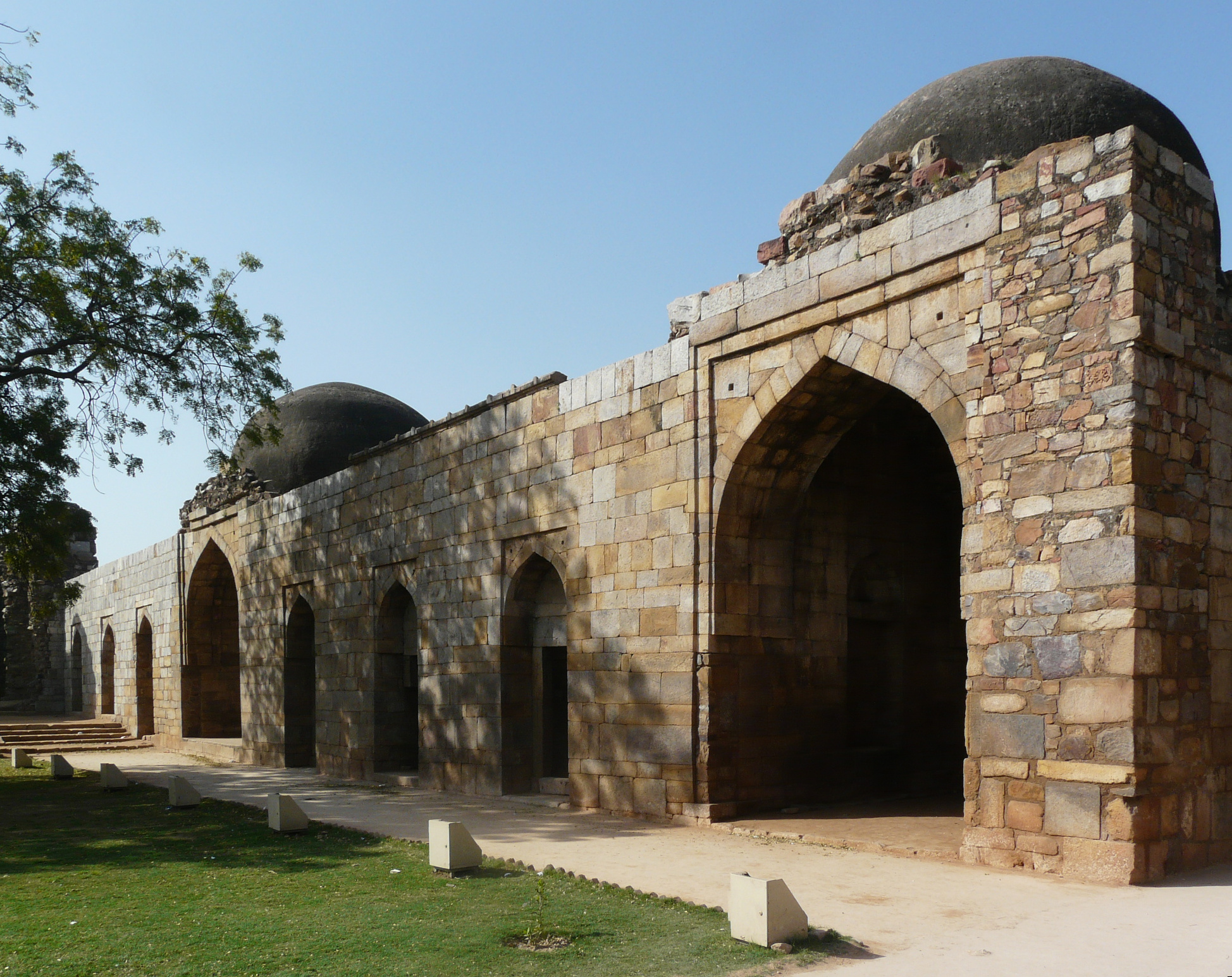
مدرسة علاء الدين الخلجي (قطب منار)، بُنيت في أوائل القرن الرابع عشر في مدينة دلهي بالهند.

بدأ اهتمام المسلمين بالمدارس في عصر النبوة، إذ جعل النبي محمد صلى الله عليه وسلم  المسجد مكاناً للتعلم والعبادة، وحيثما يُؤسس مسجد يبدأ فيه التعليم. وكان النبي محمد صلى الله عليه وسلم  يبعث إلى القبائل من يُقرئهم القرآن، فانتشر التعليم في كل مكان وعاش المعلمون المتجولون حياة ملؤها الرضا والقناعة. فلا غرابة أن يذكر ابن حوقل، الجغرافي التاجر الرحالة، في القرن العاشر أنه أحصى في باليرمو (Palermo) بصقلية الإسلامية نحو ثلاثمئة معلم.
كان في المدينة المنورة في عهد النبي محمد صلى الله عليه وسلم  تسعة مساجد، وقامت أول مدرسة فيها عام 622م، ولقد انتشرت فكرة دخول المدارس والتعلم فيها كالنار في الهشيم، فكان بقرطبة في القرن الثامن مئات المدارس، وبحلول أواخر القرن التاسع كان في كل مسجد تقريباً مدرسة ابتدائية لتعليم الذكور والإناث. وكان الأولاد يبدؤون دراستهم الابتدائية في نحو سن السادسة، وكذلك بعض البنات وأولاد العبيد (ما خلا الأغنياء الذين كان لهم معلمون خاصون). وكان التعليم مجانياً أو قليل الكلفة جداً، ليتاح للجميع، وفي الدروس الأولى يكتب التلاميذ أسماء الله الحسنى التسعة والتسعين، وآيات من قصار السور، ويدرسون القرآن بعناية، ويُضاف إلى ذلك الحساب.
وبحلول القرن العاشر امتد التعليم إلى بيت المعلم، الأمر الذي يعني أن المدارس قد أخذت تتطور بالتدريج، وحصل هذا التطور في بلاد فارس أولاً. وفي عام 1066م أقام السلاجقة «المدرسة النظامية» على اسم مؤسسها الوزير نظام الملك البغدادي، وكانت هذه أول مدرسة خاصة لها بناء تعليمي منفصل ملحق بها. وعلى العموم فقد أنشئت المدارس منذ الأيام الأولى للإسلام، وخصصت للمدرسين رواتب. وكانت المدارس تُبنى بكثرة، ويهتم مُنشئوها بجمال المبنى، وكان لكل مدرسة باحة وإيوانات متعددة تُستخدم للدروس أو قاعات للاجتماع أو للصلاة، إضافة إلى غرف إقامة فردية وموضّآت. ومارست الدولة أو الخليفة الحاكم نوعاً من المراقبة على التعليم، وكان على المدرس أن يحصل على إذن مسبق لممارسة مهنته.

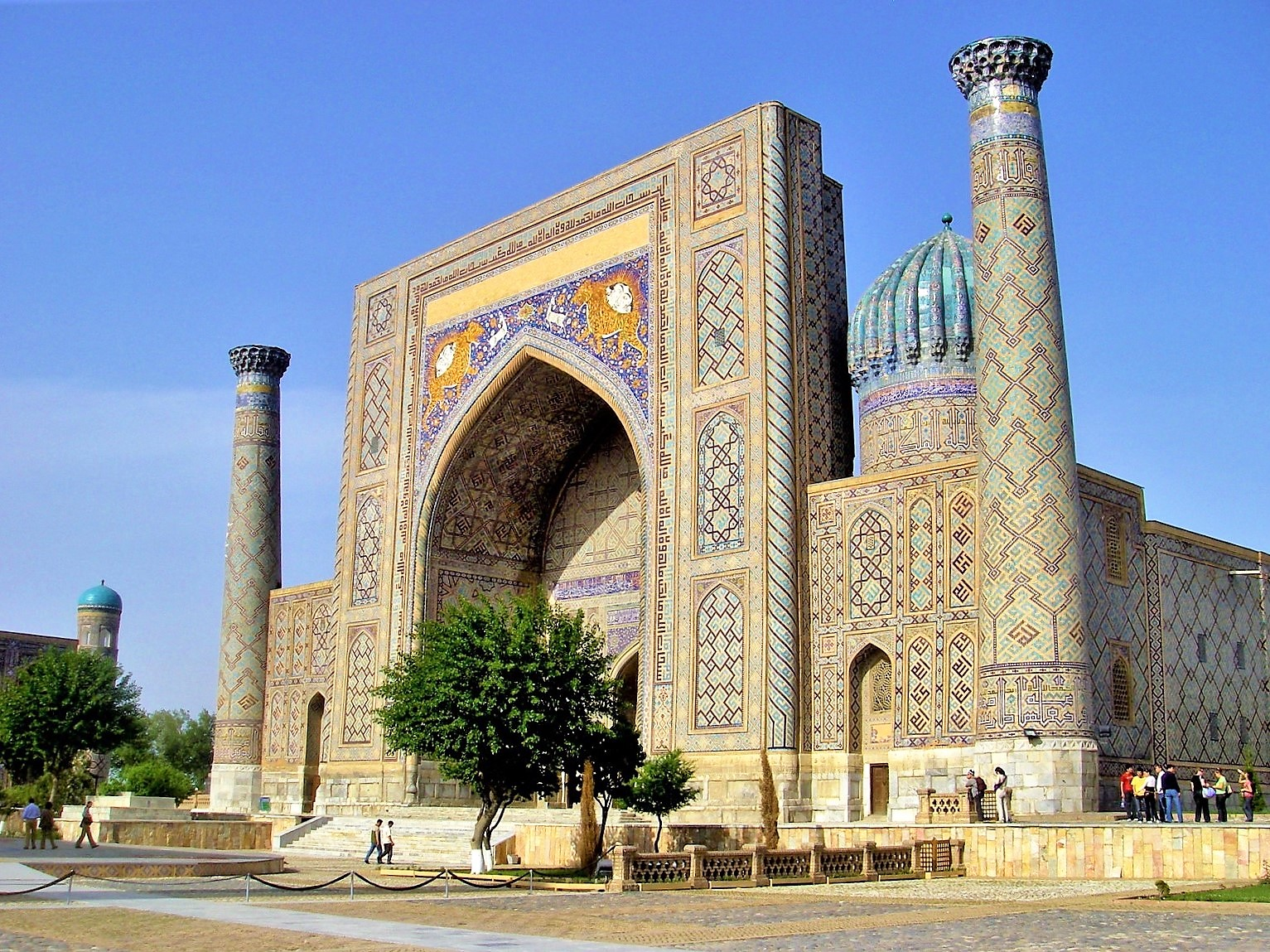
مدرسة شيردار أي دار الأسد، بُنيت في القرن السابع عشر في سمرقند، أوزباكستان.

وفي القرن الرابع عشر الميلادي، قال ابن الحاج، المربي المسلم، يوصي بشأن المدارس: «يجب أن تكون المدارس في السوق أو في شارع مزدحم، وليس في مكان معزول، لأنها أمكنة للتعليم وليست موضعاً للطعام، لذلك لا ينبغي أن يحضر الطلبة معهم زاداً أو نقوداً. ويجب أن يكون للمعلم وكيل أو مساعد يهيئ الصف ليجلس كل طالب في مكانه، ويستقبل الزوار ويُنزل كلاً منهم حيث يستدعي مقامه وتتطلب مرتبته، وعليه أن يوقظ النائمين، وينذر الذين يتصرفون بما لا ينبغي أو يهملون ما يترتب عليهم فعله، ويأمرهم بالإصغاء إلى التعليمات، ويمنع الكلام والضحك والمزاح داخل الصف». وبحلول القرن الخامس عشر أحدث العثمانيون ثورة في المدارس حين أقاموا مجمعات تعليمية في المدن كتلك التي أنشؤوها في بورصة وأدرنة بتركيا. وكانوا يسمون نظامهم المدرسي «كلية» (Külliye)؛ يتعلمون فيها على نحو أشبه بالجامعات، وفيها مسجد ومستشفى ومدرسة ومطبخ عام وقاعة طعام. وكان ذلك التعليم ميسراً لجمهور واسع، في حين كانت المدارس تقدم وجبات طعام مجانية، ورعاية صحية، وتقدم سكناً في بعض الأحيان. وكانت «كلية الفاتح» (Fatih Külliye) في إسطنبول مجمّعاً يضم ست عشرة مدرسة للعلوم والدين.
وقد يتساءل المرء كيف كانت تلك المؤسسات تُموَّل؟ لقد كان يأتيها قليل من الضرائب، ولكنّ معظم الأموال كانت تصلها من الهِبات والصدقات ومن الأوقاف. وكان أي فرد يُمنح ترخيصاً لإنشاء مدرسة طالما التزم بالقوانين. وكان التمويل يغطي الصيانة ورواتب المعلمين وإسكان الطلبة وإطعامهم، وتوفر منحاً للمحتاجين منهم. ونظراً لما للتعليم من تقدير عالٍ فقد كانت الأموال تُدفع بسخاء لدعمه، فازدهر في طبقات المجتمع كلها. وقد وصف الرحالة ابن بطوطة في القرن الرابع عشر الطلبة الذين كانوا يُدعَمون دعماً كاملاً، فقال: «كان كل من يرغب في متابعة الدراسة أو يكرس نفسه للحياة العلمية يتلقى كل عون حتى يحقق غايته».